# Karlheinz Senghas
Karlheinz Senghas  ( * 7 de abril 1928, Stuttgart - 4 de fevereiro 2004) foi um botânico e orquidófilo alemão de fama mundial.
Filho primogênito, fez o curso primário em sua cidade natal. Mudaram-se para Mannheim pois seu pai foi transferido para servir como soldado. Aos 17 anos de idade, foi convocado para servir na França. O jovem soldado, tanto quanto possível, continuou estudando enquanto na frente de batalha. Passada a guerra, formou-se em biologia em Heidelberg, e fez doutorado com o professor Werner Rauh.  Em dezembro de 1956, casou-se com Irmgard com quem teve três filhos.

## Atividades profissionais
Após sua formatura Rauh contratou-o para trabalhar no "Instituto Botânico de Heidelberg". A cooperação científica entre ambos durou mais de três décadas. 
Desde 1960, Senghas foi curador e diretor científico do Jardim Botânico de Heidelberg, até sua aposentadoria em 1993.  Rauh persuadiu-o a responsabilizar-se pela "Seção de Orquídeas" em 1960. 
Participou de numerosas sociedades científicas: 
- Presidente de "Deutsche Orchideen-Geschellschaft", de 1976 a 1978; e coloborador em seu boletim "Die Orchidee".
- Coorganizador da 8ª World Orchid Conference, de 1975, Frankfurt/Main.
- Catedrático de 1974 a 1999, do "Grupo Local Deutsche Orchideen-Gesellschaft Kurpfalz", reunidos mensalmente em Mannheim.

## Algumas publicações
- Senghas, K. 1993. Orchideen /Orchids. Pflanzen der Extreme, Gegensätze und Superlative /Plants of Extremes, Contrasts, and Superlatives. Ed. Blackwell Science Ltd. ISBN 3489640241
- von Otto, S; J Fitschen; K Senghas; S Seybold. 2000. Flora von Deutschland und angrenzender Länder (Gebundene Ausgabe).  ISBN 3494012520

## Colaborações em livros
- "Die Orchideen". 1953 durante 17 anos. 4 vols. além de 1 vol. Manual para botânicos, cientístas, orquidólogos, empresários.
- "Schmeil-Fitschen - Flora von Deutschland und angrenzender Länder". 1960 por 40 anos.

## Homenagens
Receberam seu nome dois gêneros naturais de orquídeas:
- Senghasia
- Senghasiella

Um gênero híbrido complexo de orquídeas:
- Senghasara

Uma espécie de orquídea:
- Coryanthes senghasiana Gerlach